# Justin Araujo-Wilson
Justin Araujo-Wilson (* 26. srpna 2002, Port of Spain) je trinidadsko-tobažský fotbalový útočník a mládežnický reprezentant, hrajicí za Zbrojovku Brno.

## Klubová kariéra
S fotbalem začal na rodném Trinidadu, kde nastupoval v týmu San Juan Jabloteh, ze kterého se později vydal do Evropy.

### FC Vysočina Jihlava
Vysoký útočník podepsal kontrakt v Jihlavě dne 26. srpna 2020, v den jeho osmnáctých narozenin.

#### Sezona 2020/21
Ligový debut v jihlavském dresu si připsal dne 30. srpna 2020 při prohře 3:4 proti Hradci Králové, nastupoval v 80. minutě. V covidem zkrácené sezoně si připsal 8 startů za A-tým a 4 za třetiligovou rezervu, kde se mu povedlo vstřelit jednu branku.

#### Sezona 2021/22
Celou sezonu střídal áčko i B-tým. První gól v A-týmu zaznamenal dne 30. července 2021 proti Ústí nad Labem, kdy v 89. minutě svojí střelou překonal brankáře Plachého a přispěl tím ke konečnému stavu 2:1 pro ústecké.

#### Sezona 2022/23
Tuto sezonu začal poprvé nastupovat pravidelně za A-tým. Nastoupil do 26 utkání a vstřelil 7 branek.

#### Sezona 2023/24
I další sezonu nastupoval pravidelně. Získal ocenění pro nejlepšího hráče F:NL za listopad po tom, co se dokázal trefit šestkrát v 14 zápasech. Ve žlutomodrém dresu odehrál celkem 27 zápasů. Byl taktéž nejlepším střelcem Jihlavy.

#### Sezona 2024/25
Po 11 utkáních v podzimní části byl se dvěma brankami druhým nejlepším střelcem trápící se Jihlavy.

### FC Zbrojovka Brno
Víceletou smlouvu v Brně podepsal v únoru 2025.

## Reprezentační kariéra
Araujo-Wilson taktéž reprezentoval Trinidad a Tobago v kategoriích U17 a U20. Na Mistrovství ve fotbale zemí CONCACAF hráčů do 17 let si ve třech startech připsal shodný počet gólů.